# Игра в ложь (телесериал, 2023)
«Игра в ложь» (исп. Juego de mentiras) — американская теленовелла 2023 года, созданная Себастьяном Аррау. В главных ролях Арап Бетке, Альтаир Харабо и Мария Элиза Камарго. Он транслировался на телеканале Telemundo с 7 марта по 4 июля 2023 года.

## Сюжет
Сериал вращается вокруг исчезновения Адрианы Молины. Её муж, Сезар Феррер, является главным подозреваемым в возможном убийстве. Чтобы не потерять восьмилетнюю дочь, Сезар самостоятельно расследует исчезновение жены. Его поиски разгадок исчезновения Адрианы приводят его к открытию, что она вела двойную жизнь и имела любовника из богатой и влиятельной семьи.

## В ролях

### Основной состав
- Арап Бетке — Сезар Феррер
- Альтаир Харабо — Камила дель Рио
- Мария Элиза Камарго — Адриана Молина
- Родриго Гирао — Франсиско Хавьер дель Рио
- Синтия Клитбо — Рената дель Рио
- Эдуардо Яньес — Паскуаль дель Рио
- Пепе Гамес — Хесус «Чуй» Марин
- Альберто Казанова — Элвис Баррос
- Алисия Мачадо — Алехандра Эдвардс
- Беатрис Вальдес — Эльвира Гомес
- Габриэла Вергара — Ева Рохас
- Патрисио Галлардо — Томас дель Рио
- Барбара Гарофало — Инес Уррутиа
- Мария Лаура Кинтеро — Линда Маркес
- Камила Нуньес — Ноэлия Феррер

### Вспомогательный состав
- Энеида Маскетти — Донья Грасиа
- Мануэла Корсо — Эстела Монтойя
- Хесус Нассер — Мануэль «Эль Моно»
- Анджело Ямайка — Мойзес Альто
- Чела Ариас — Ольга
- Франсиско Поррас — Плутон
- Карла Пенише — Ивонн Гонсалес
- Денисс Новоа — Хасинта Самора
- Хосе Мизрахи — Эскобар
- Хосе Альберто Торрес — Федерико
- Эсекьель Монтальт — Раймундо Эдвардс
- Камила Артече — Вероника Баэса
- Архелия Гарсия — Луиза Уллола
- Ванесса Лайон — Паола
- Каролина Перпетуо — Николь
- Неэр Жаклин Брисеньо — монахиня

## Производство

### Разработка
15 февраля 2022 года теленовелла была анонсирована на виртуальном показе Telemundo под рабочим названием Culpable o inocente. В мае 2022 года сериал был представлен во время презентации Telemundo телевизионного сезона 2022—2023 годов. 13 августа 2022 года было объявлено, что официальное название сериала — «Игра в ложь». Съемки сериала начались 15 августа 2022 года в Майами, штат Флорида, и завершились 3 декабря 2022 года. 26 января 2023 года Telemundo выпустила первый официальный трейлер сериала.

### Кастинг
28 июля 2022 года Алисия Мачадо объявила, что станет частью основного состава. 13 августа 2022 года Арап Бетке, Альтаир Харабо и Мария Элиза Камарго были объявлены на главные роли, а обширный список актёров был опубликован в пресс-релизе.

## Саундтрек
Juego de Mentiras (Soundtrack) — саундтрек к сериалу. Он был выпущен лейблом Discos Telemundo 16 мая 2023 года. В него входят 16 партитур, написанных Хорхе Авенданьо Люрсом, и музыкальная тема сериала в исполнении Алекса Синтека.
Вся музыка написана Lührs.
| №                   | Название                                      | Длительность |
| ------------------- | --------------------------------------------- | ------------ |
| 1.                  | «Juego de mentiras (Full Mix)» (Aleks Syntek) | 3:56         |
| 2.                  | «Be Careful»                                  | 1:52         |
| 3.                  | «Delusion»                                    | 2:21         |
| 4.                  | «Dirty Face»                                  | 1:51         |
| 5.                  | «En La Intriga 01»                            | 2:13         |
| 6.                  | «Faded Memories»                              | 2:04         |
| 7.                  | «Far Away»                                    | 3:05         |
| 8.                  | «In Trouble»                                  | 2:24         |
| 9.                  | «La Tristesse»                                | 2:20         |
| 10.                 | «Obsesiones»                                  | 2:43         |
| 11.                 | «Pas&Eva - Misterios (Full Mix)»              | 2:28         |
| 12.                 | «Preguntas sin Respuesta Recaps»              | 2:02         |
| 13.                 | «Run & Hide»                                  | 1:13         |
| 14.                 | «Ruta de Escape»                              | 1:12         |
| 15.                 | «Taking the Pulse»                            | 1:49         |
| 16.                 | «Una Duda Interminable»                       | 3:34         |
| 17.                 | «Wild End Strings»                            | 1:04         |
| Общая длительность: | Общая длительность:                           | 38:19        |

## Награды и номинации
| Год  | Премия       | Категория                                             | Номинированная работа                                              | Результат | Ссылка |
| ---- | ------------ | ----------------------------------------------------- | ------------------------------------------------------------------ | --------- | ------ |
| 2023 | Produ Awards | Лучшая музыкальная тема — суперсериал или теленовелла | «Juego de mentiras» — Алекс Синтек при участии Ронкиу «Эль Кубано» | Номинация | [ 11 ] |